# Josef Obeth

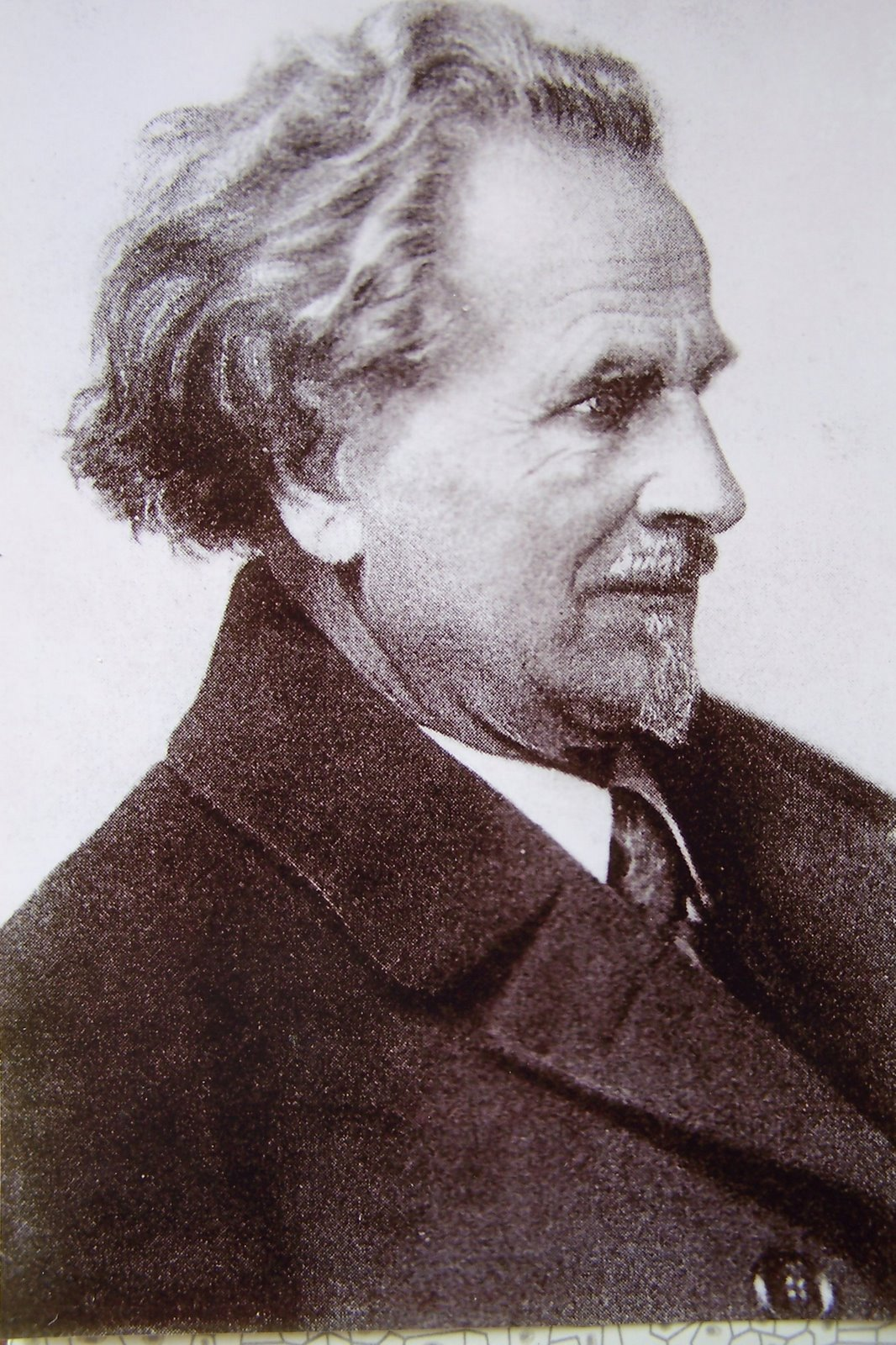
Josef Obeth

Josef Obeth (* 15. Juli 1874 in Theresienfeld, Österreichisch Schlesien; † 18. Juni 1961 in Säckingen) war ein tschechoslowakischer bzw. deutscher Bildhauer und Restaurator.

## Leben
Obeth wurde als Sohn des Steinbruchmeisters und Häuslers Franz Obeth in Theresienfeld geboren. Sein Vater arbeitete als Verwalter des Groß Kunzendorfer Marmorsteinbruchs von Josef Schindler. Ab 1887 besuchte Josef Obeth die Staatsfachschule für Steinbearbeitung in Saubsdorf. In dieser Zeit machte er durch sein zeichnerisches und gestalterisches Talent auf sich aufmerksam, so dass Schindler plante, ihm ein Studium in Rom zu finanzieren. Durch Schindlers Tod kam dies jedoch nicht mehr zur Ausführung. Obeth arbeitete danach zunächst als Steinmetz in Saubsdorf und setzte 1891 seine Ausbildung an der Gewerbeschule in Wien fort. Im Jahr darauf wurde er Schüler von Edmund von Hellmer und Caspar von Zumbusch an der Akademie der bildenden Künste Wien. Während der Studienzeit entstanden erste gemeinsame Arbeiten mit Adolf von Hildebrand. 1897 schloss Obeth sein Studium ab und arbeitete danach in Wien.
Im Jahre 1898 erhielt Obeth einen Auftrag des Ministeriums für Cultus und Unterricht zur bildhauerischen Ausgestaltung der Gymnasialkirche des hl. Franz von Assisi in Weidenau, den er bis 1902 unter der Leitung Caspar von Zumbuschs gemeinsam mit Engelbert Kaps realisierte. Anlässlich des 100. Geburtstages von Vinzenz Prießnitz beabsichtigte die Stadt Freiwaldau im Jahre 1899 den berühmten Hydrotherapeuten mit einem Denkmal zu ehren. Neben Obeth, dessen Familie mit Prießnitz’ Nachfolger Schindler verbunden war, legte auch der Freiwaldauer Bildhauer Paul Stadler Entwürfe für das Denkmal vor. Obeth erhielt schließlich den Zuschlag; durch das zwischen 1904 und 1909 errichtete Prießnitz-Denkmal erlangte er landesweite Bekanntheit. Seine 1908 zusammen mit dem Unternehmer J. Klos in Groß Krosse gegründete Bildhauerwerkstätte erhielt in der Folgezeit private und öffentliche Aufträge in Schlesien sowie auch in Böhmen, Mähren und Österreich. Als Restaurator arbeitete Obeth an der Mariensäule in Mährisch Neustadt und den Barockskulpturen des Hospitals Kuks. Nach dem Ersten Weltkrieg schuf er zudem 31 Gefallenendenkmäler, von denen noch 23 erhalten sind.
Im Jahre 1945 wurden Obeth und seine Frau Anna aus Groß Krosse vertrieben. In Neunkirchen bei Leutershausen versuchte er danach einen beruflichen Neuanfang. Wegen der schwierigen Auftragslage verschaffte ihm der Konservator Edmund Wilhelm Braun eine Anstellung als Skulpturenrestaurator beim Germanischen Nationalmuseum. 1953 zog Obeth zu seiner Tochter nach Säckingen und eröffnete dort eine Bildhauerwerkstatt. Sein letztes Werk war ein Hochrelief an der Gewerbeschule in Rheinfelden, mit dem sich 1960 der Säckinger Landrat Otto Bischof selbst ein Denkmal setzte. Josef Obeth verstarb 1961 nach kurzer Krankheit; seine Grabstätte befindet sich auf dem Waldfriedhof.

## Werke (Auswahl)
Das stark von seinen Lehrern Hellmer und von Zumbusch geprägte Werk Obeths umfasst zahlreiche Monumentalplastiken.

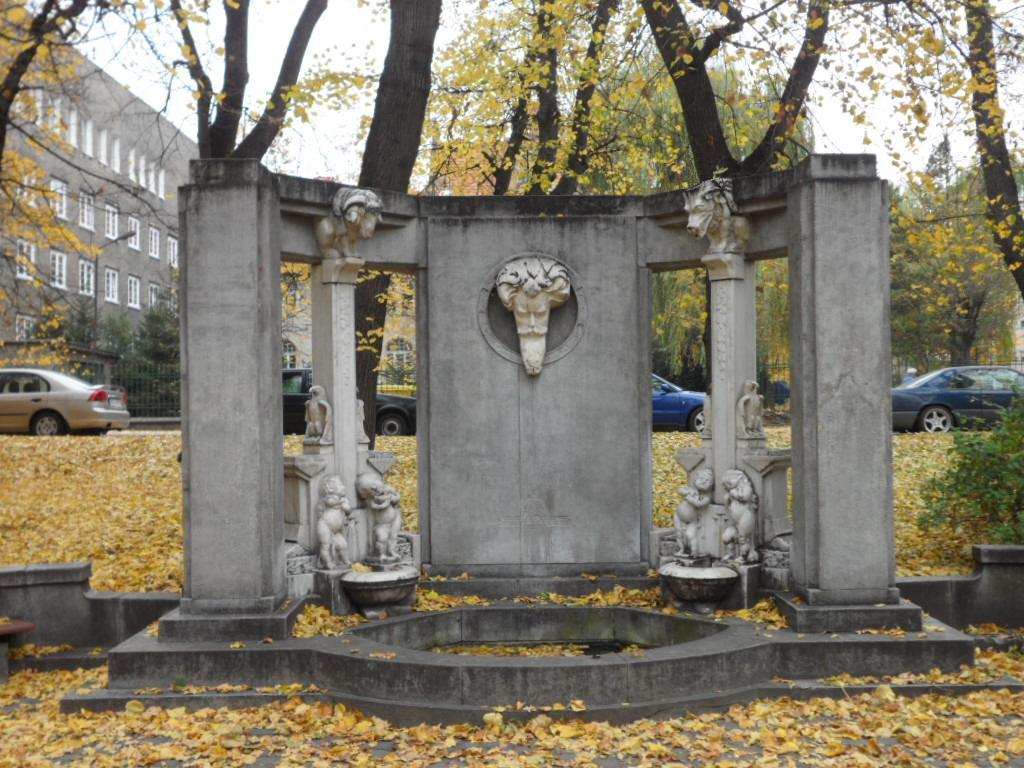
Denkmal für Philo vom Walde in Głubczyce
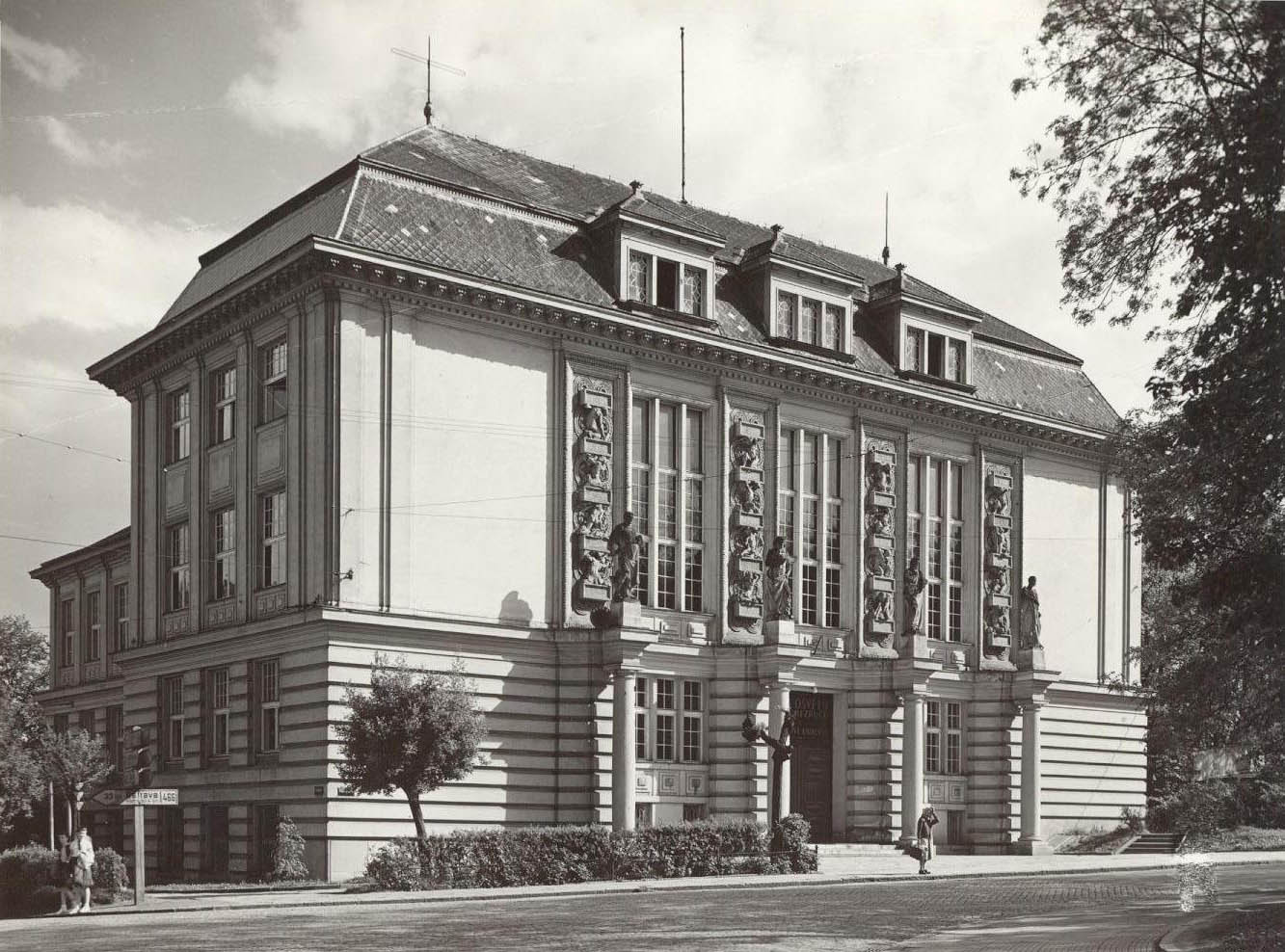
Handels- und Gewerbekammer in Opava
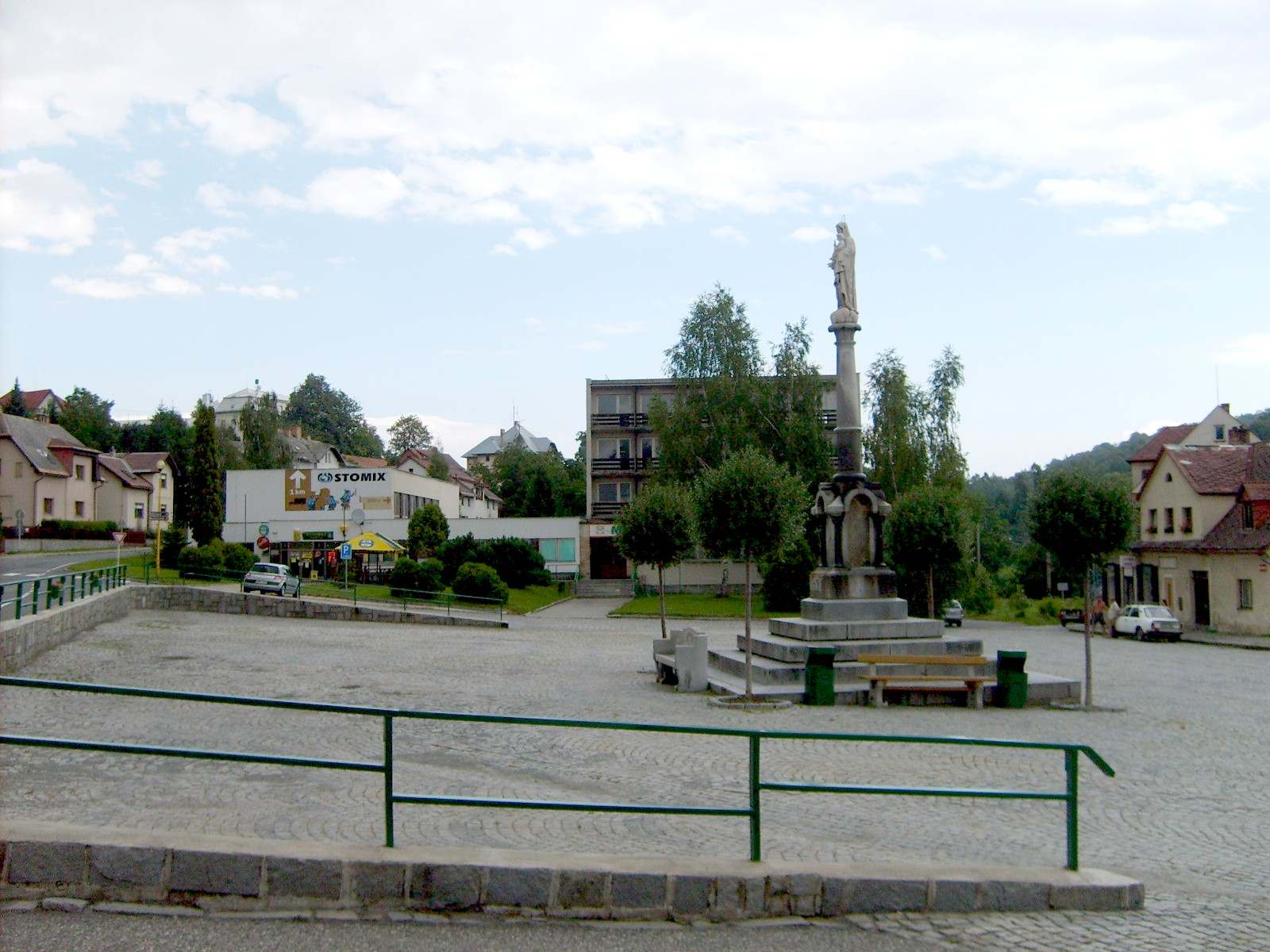
Mariensäule in Žulová
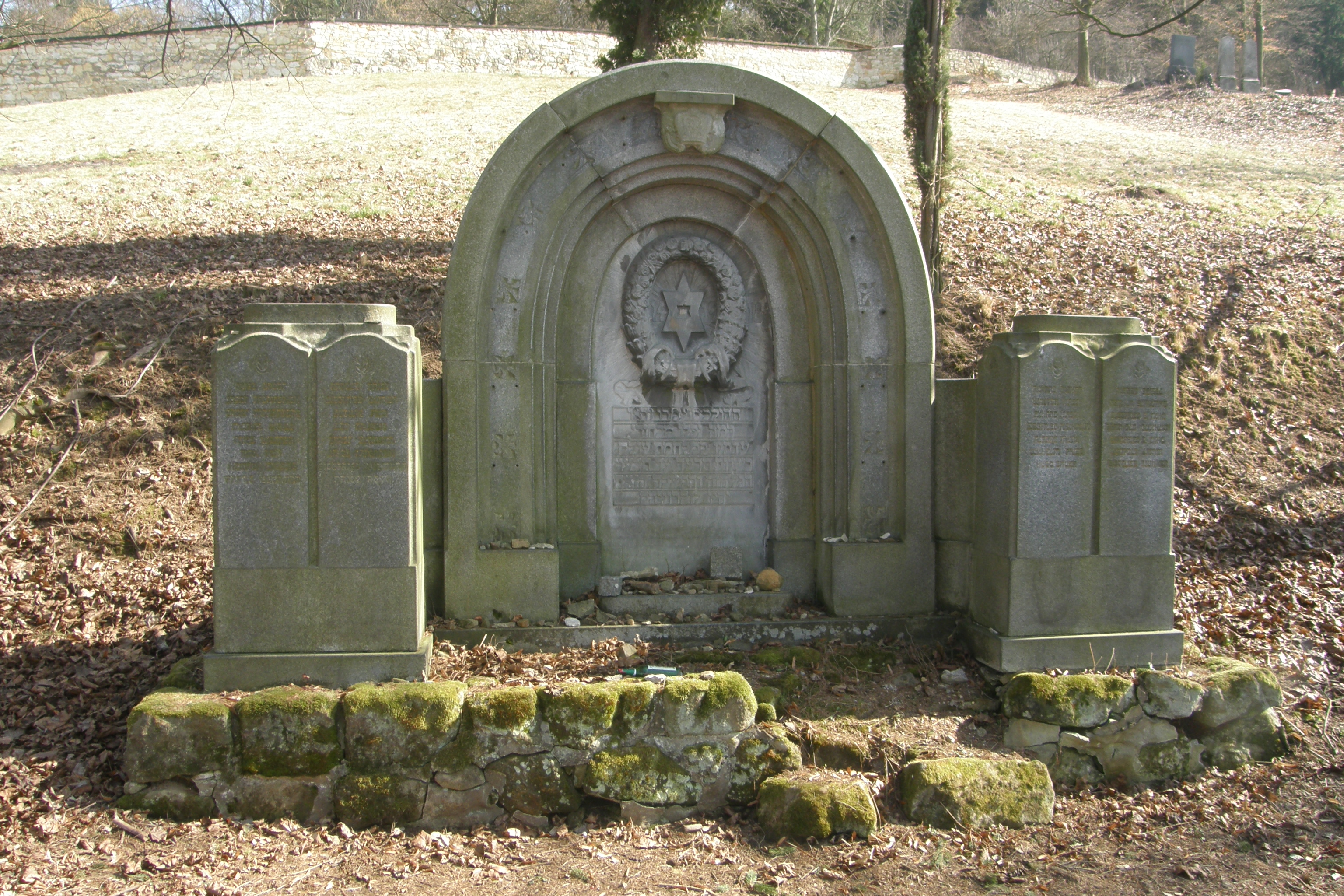
Brána smrti in Boskovice
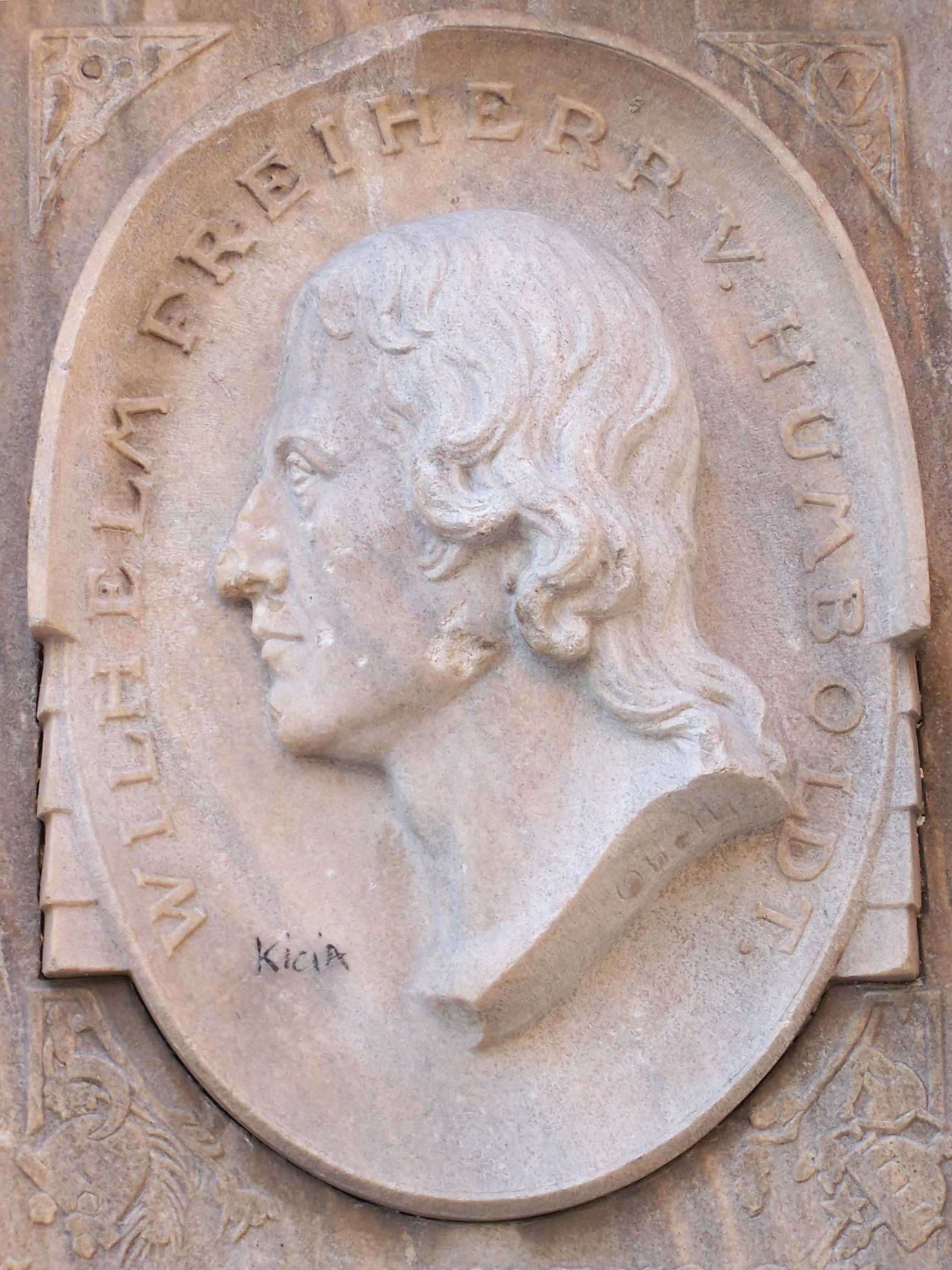
Reliefporträt Wilhelm von Humboldts an der Burg Otmuchów
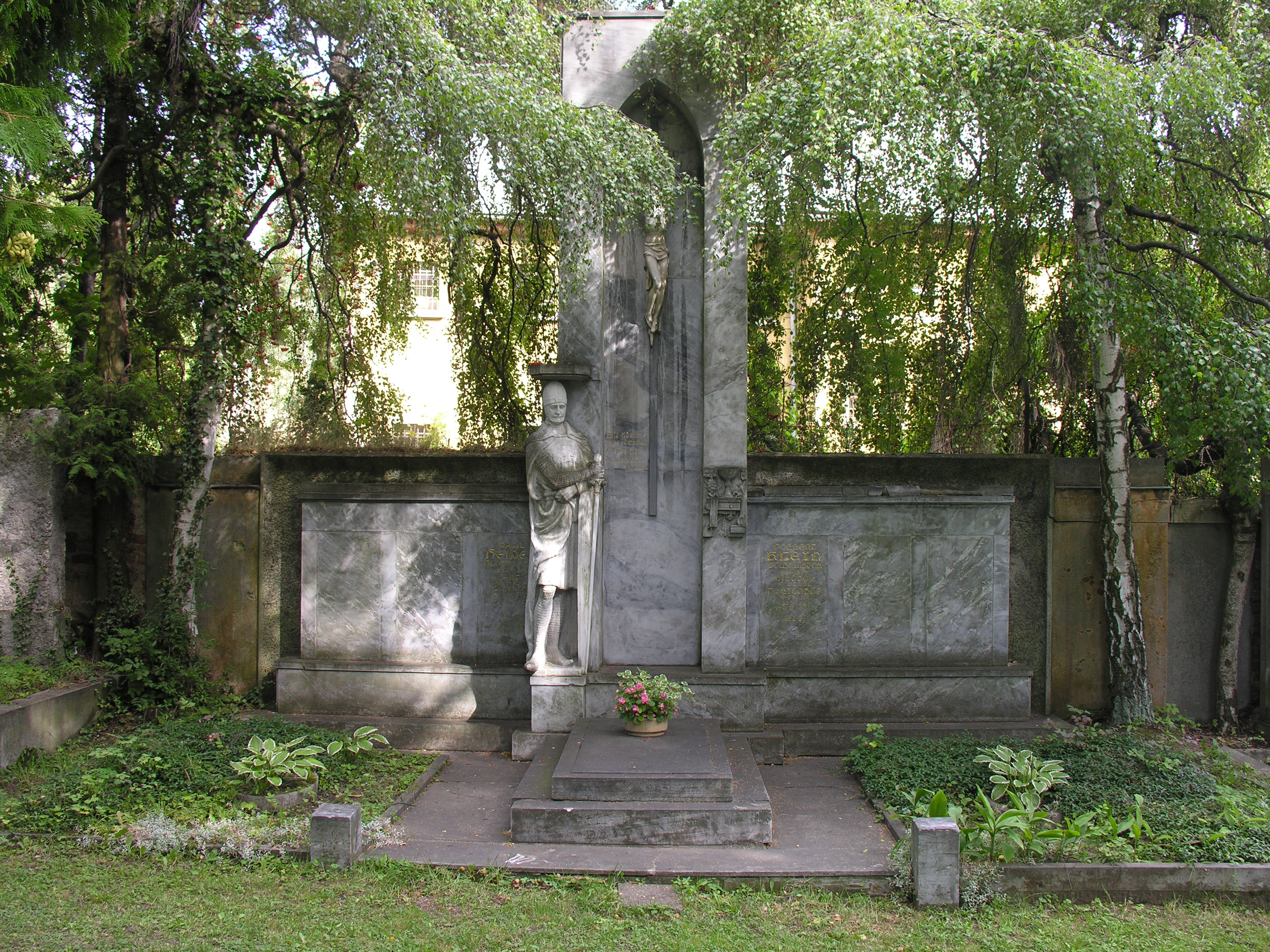
Hochmeistergrab in Bruntál
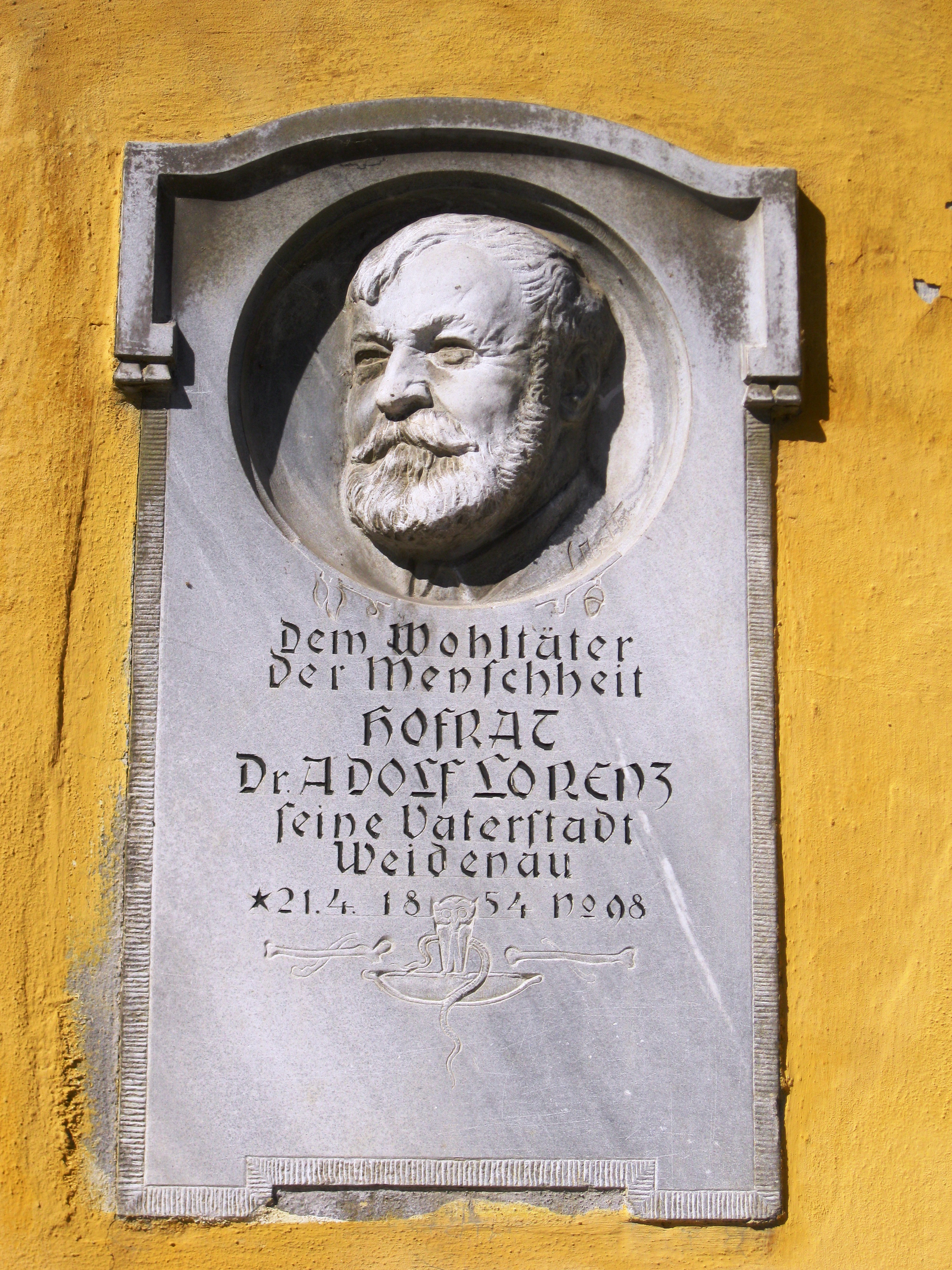
Gedenktafel für Adolf Lorenz in Vidnava

- 1898–1902: zusammen mit Engelbert Kaps: Ausgestaltung der Gymnasialkirche des hl. Franz von Assisi in Weidenau, der Hauptaltar entstand als bildhauerische Umsetzung des Gemäldes Vision des Heiligen Franziskus in der Portiuncula von Bartolomé Esteban Murillo
- 1899: Mariensäule in Friedberg
- 1904–1909: Monumentaldenkmal Prießnitz und sein Werk als Jungbrunnen der Menschheit im Josefsgarten (Smetanovy sady) von Bad Gräfenberg
- 1908: Altar der Unbefleckten Empfängnis in der Kirche des hl. Achatius in Niedergrund
- 1908–1910: Fassadengestaltung des Neubaus der Handels- und Gewerbekammer in Troppau, heute Dům kultury Petra Bezruče
- 1922: Tor des Todes (Brána smrti), Denkmal für 30 gefallene jüdische Soldaten auf dem Jüdischen Friedhof Boskovice
- 1923: Denkmal für Philo vom Walde in Leobschütz
- 1927–1931: Monumentaldenkmal Im Spiegel der Schöpfung für Gregor Mendel in Neutitschein
- 1929–1930: Marmorsarkophag für Karl Max von Lichnowsky im Lichnowsky-Mausoleum Kuchelna
- 1933: Hochmeistergrab des Deutschen Ordens in Freudenthal
- 1934: Mausoleum für Adolf Langer in Deutsch Liebau
- 1935: Gedenktafel für Adolf Lorenz in Weidenau
- 1936: Gedenktafel für Viktor Heeger an dessen Geburtshaus in Zuckmantel
- 1960: Hochrelief für Landrat Otto Bischof an der Gewerbeschule in Rheinfelden